# رشدي زيم
رشدي زيم (بالفرنسية: Roschdy Zem)‏
```
وهو ممثل فرنسي من أصل مغربي ولد في يوم 
27 سبتمبر
 
1965
 في بلدة 
جينيفيلييرس
 في 
فرنسا
، وفي 2006 نال 
جائزة سيزر لأفضل ممثل مساعد
.
[
2
]
```

## روابط خارجية
- رشدي زيم على موقع IMDb (الإنجليزية)
- رشدي زيم على موقع قاعدة بيانات الأفلام العربية
- رشدي زيم على موقع ألو سيني (الفرنسية)
- رشدي زيم على موقع ميوزك برينز (الإنجليزية)
- رشدي زيم على موقع تيرنر كلاسيك موفيز (الإنجليزية)
- رشدي زيم على موقع أول موفي (الإنجليزية)
- رشدي زيم على موقع قاعدة بيانات الأفلام السويدية (السويدية)
- رشدي زيم على موقع إن إن دي بي (الإنجليزية)
- رشدي زيم على موقع قاعدة بيانات الفيلم (الإنجليزية)
- رشدي زيم على موقع كينوبويسك (الروسية)